# Diana Taurasi

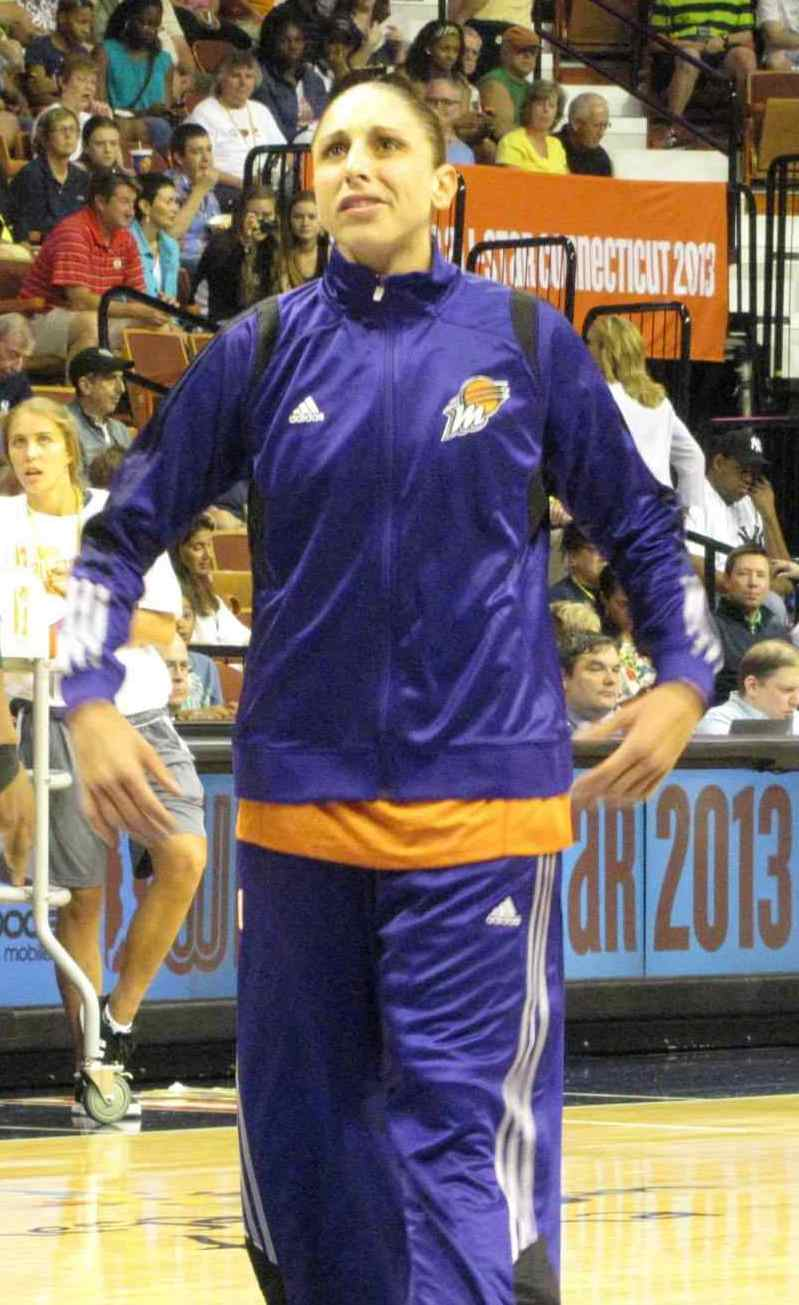
Taurasi w 2013 roku.

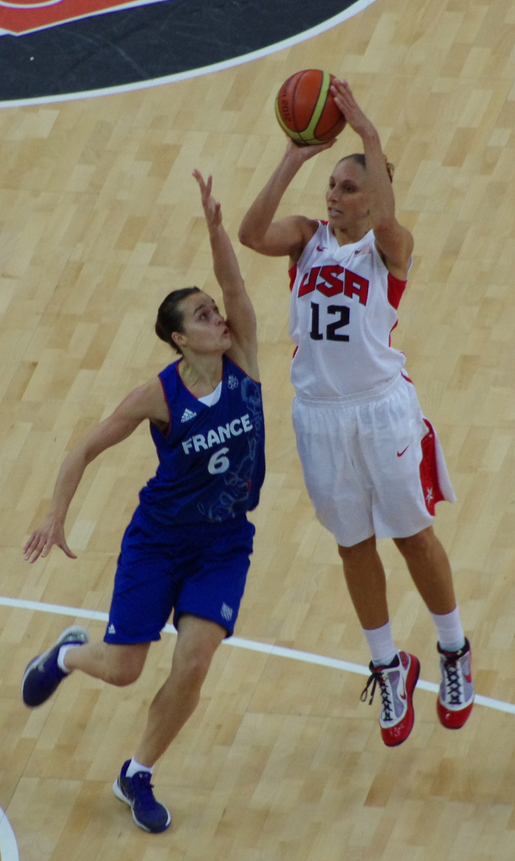
Diana Taurasi oddająca rzut (broni francuzka Clémence Beikes) podczas igrzysk olimpijskich w 2012 roku.

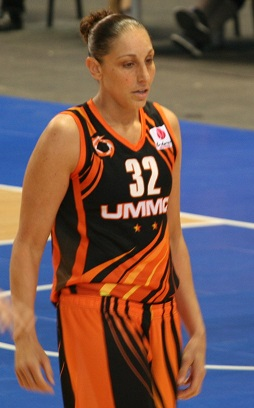
Taurasi w barwach UMMC Jekaterynburg (2014)

Diana Lurena Taurasi  (ur. 11 czerwca 1982) – amerykańska koszykarka, występująca na pozycji niskiej skrzydłowej, reprezentantka kraju, sześciokrotna złota medalistka olimpijska, obecnie zawodniczka Phoenix Mercury.
Jej ojciec jest Włochem, matka Argentynką. W 2000 roku została uznana zawodniczką roku amerykańskich szkół średnich przez magazyn Parade.
Mierząca 183 cm wzrostu zawodniczka studiowała na University of Connecticut. Uczelnię ukończyła w 2004, zdobywając trzy tytuły mistrzyni NCAA (2002, 2003 i 2004).
Do WNBA została wybrana z pierwszym numerem w drafcie w 2004 przez Phoenix Mercury i nadal broni barw tej organizacji. W pierwszym sezonie została wybrana debiutantką roku. Z Mercury była mistrzynią ligi (2007 i 2009), w 2009 wybrano ją MVP rozgrywek. Czterokrotnie brała udział w WNBA All-Star Game. W Europie w latach 2006–2010 występowała w Rosji, ze Spartakiem Moskwa zwyciężała w rozgrywkach krajowych oraz w Eurolidze (2007, 2008, 2009, 2010). W 2009 i 2010 uznano ją MVP Euroligi. Od 2010 gra w Fenerbahçe SK.
Taurasi ma miejsce w reprezentacji Stanów Zjednoczonych. Poza sześcioma mistrzostwami olimpijskimi (2004, 2008, 2012, 2016, 2020, 2024) może się poszczycić m.in. złotymi krążkami mistrzostw świata (2010, 2014) oraz brązowym medalem tej imprezy (2006). Wcześniej występowała w juniorskich kadrach USA.
Została pierwszą zawodniczką w historii WNBA, która przekroczyła granicę 800 punktów zdobytych w pojedynczym sezonie, uzyskując ich 860 w 2006 roku. Poprawiła w ten sposób wynik 739 punktów (23,1) zdobytych w 2001 roku przez Katie Smith.
W 2012 roku opuściła cały sezon WNBA z powodu kontuzji.
Jest jedną z dziewięciu zawodniczek, które mogą się poszczycić zdobyciem tytułu mistrzyni olimpijskiej, świata, WNBA oraz NCAA. Pozostałe koszykarki to: Sue Bird, Swin Cash, Tamika Catchings, Cynthia Cooper, Asjha Jones, Maya Moore, Sheryl Swoopes, Kara Wolters.
1 lutego 2021 przedłużyła umowę z Phoenix Mercury.

## Osiągnięcia
Stan na 19 lutego 2022, na podstawie, o ile nie zaznaczono inaczej.

### NCAA
- Mistrzyni NCAA (2002–2004)
- Uczestniczka NCAA Final Four (2001–2004)
- Mistrzyni:
  - turnieju konferencji Big East (2001, 2002)
  - sezonu regularnego konferencji Big East (2001–2004)
- Zawodniczka Roku:
  - NCAA:
    - według:
      - USBWA (2003)
      - Associated Press (2003)

    - im. Naismitha (2003, 2004)[6]
    - Wade Trophy (2003)
    - Nancy Lieberman Award (2003, 2004)
    - Honda Sports Award (2003, 2004)

  - konferencji Big East (2003, 2004)
- Most Outstanding Player turnieju NCAA (2003, 2004)
- MVP turnieju Big East (2001)
- Laureatka nagrody ESPY award dla najlepszej:
  - zawodniczki akademickiej (2003, 2004)
  - sportmenki (2004)
- Zaliczona do:
  - I składu:
    - Big East (2002, 2003, 2004)
    - turnieju Big East (2001, 2002, 2003)

  - składu Big East Silver Anniversary Team

### WNBA
- Mistrzyni WNBA (2007, 2009, 2014)
- MVP:
  - sezonu WNBA (2009)
  - finałów WNBA (2009, 2014)[7]
- Debiutantka roku WNBA (2004)[8]
- Laureatka nagród:
  - ESPY award: dla najlepszej zawodniczki WNBA (2012, 2011, 2010)
  - WNBA Peak Performers Award:
    - 2006, 2008–2011 w kategorii punktów
    - 2014 w kategorii asyst
- Wybrana do:
  - I składu WNBA (2004, 2006–2011, 2013, 2014, 2018)
  - II składu WNBA (2005, 2016, 2017, 2020[9])
  - składu:
    - WNBA Top 15 Team (2011)
    - WNBA Top 20@20 (2016 – 20. najlepszych zawodniczek w historii WNBA)
    - WNBA 25th Anniversary Team (2021)[10]
- Uczestniczka meczu gwiazd:
  - WNBA (2005–2007, 2009, 2011, 2013–2014, 2017, 2018)
  - kadra USA vs gwiazdy WNBA (2021)[11]
- Liderka:
  - strzelczyń WNBA (2006, 2008–2011)[12]
  - WNBA w skuteczności rzutów wolnych (2018)
- Wyróżnienie przy wyborze WNBA All-Decade Team (2006)
- Rekordzistka WNBA w:
  - średniej punktów (25,29 – 2006)[13]
  - liczbie:
    - punktów (860 – 2006)[14]
    - oddanych rzutów:
      - za 3 punkty (305 – 2006)[15]
      - z gry (660 – 2006)[16]

    - celnych rzutów:
      - za 3 punkty (121 – 2006)[17]
      - z gry (298 – 2006)[18]

### Inne drużynowe
- Mistrzyni:
  - Euroligi (2007–2010, 2013, 2016)
  - Rosji (2007, 2008, 2013–2017)
  - Turcji (2011)
- Wicemistrzyni:
  - Rosji (2009, 2010)
  - Turcji (2012)
- Brąz:
  - Euroligi (2017)
  - mistrzostw Rosji (2006)
- Zdobywczyni:
  - Superpucharu Europy (2009, 2010, 2016)
  - pucharu:
    - Rosji (2013, 2014, 2017)[19]
    - Turcji (2012)
    - Prezydenta Turcji (2010, 2011)[20]
- Finalistka Superpucharu Europy (2015)

### Inne indywidualne
- MVP:
  - Euroligi (2009, 2010)
  - Final Four Euroligi (2010, 2016)
  - finałów mistrzostw Rosji (2013, 2014, 2016, 2017)[21]
  - Pucharu Rosji (2014)[19]
- Najlepsza (według eurobasket.com):
  - zawodniczka występująca na pozycji obrońcy ligi rosyjskiej (2009, 2010)[22]
  - skrzydłowa ligi tureckiej (2012)[20]
- Zwyciężczyni konkursu NBA Shooting Stars (2005 wraz z Shawnem Marionem i Danem Majerle)
- Uczestniczka meczu gwiazd Euroligi (2006, 2008–2010)
- Zaliczona do (przez eurobasket.com):
  - I składu:
    - ligi rosyjskiej (2009, 2010, 2013, 2016)[21][22][23][24]
    - ligi tureckiej (2012)[20]
    - zawodniczek zagranicznych ligi tureckiej (2012)[20]

  - Honorable Mention ligi rosyjskiej (2015)[25]
- Liderka:
  - strzelczyń Euroligi (2009, 2010, 2012, 2016)
  - ligi rosyjskiej w asystach (2015)[25]

### Reprezentacja
Drużynowe
- Mistrzyni:
  - świata (2010, 2014, 2018)
  - olimpijska (2004, 2008, 2012, 2016, 2020[26], 2024[27])
  - Ameryki (2007)
  - turnieju FIBA Diamond Ball (2008)
- Wicemistrzyni światowej ligi FIBA (2007)
- Brązowa medalistka:
  - mistrzostw świata (2006)
  - mistrzostw świata U–19 (2001)

Indywidualne
- Koszykarka Roku USA Basketball (2006, 2010, 2012, 2016)
- Zaliczona do I składu:
  - turnieju FIBA Diamond Ball (2008)
  - mistrzostw:
    - świata (2006, 2010, 2018)
    - U–19 (2001)
- Liderka w skuteczności rzutów za 3 punkty:
  - igrzysk olimpijskich (2016 – 57,9%)[28]
  - mistrzostw świata (2006 – 50%)[29]